# Dreiband-Europameisterschaft der Junioren 1994

Logo CEB (ausrichtender Verband)

Die Dreiband-Europameisterschaft der Junioren 1994 war ein Turnier in der Karambolagedisziplin Dreiband und fand vom 18. bis 20. Februar in Krefeld statt.

## Modus
Gespielt wurde mit 16 Teilnehmern in vier Gruppen à vier Spielern im Round-Robin-Modus. Die beiden Gruppenbesten qualifizierten sich für das Viertelfinale. Die Partiedistanz betrug zwei Gewinnsätze à 15 Punkte.

## Qualifikation
| Abschlusstabelle Gruppe A | Abschlusstabelle Gruppe A | Abschlusstabelle Gruppe A | Abschlusstabelle Gruppe A | Abschlusstabelle Gruppe A | Abschlusstabelle Gruppe A | Abschlusstabelle Gruppe A | Abschlusstabelle Gruppe A | Abschlusstabelle Gruppe A |
| Platz                     | Name                      | PP                        | SP                        | Pkte                      | Aufn.                     | GD                        | BED                       | HS                        |
| ------------------------- | ------------------------- | ------------------------- | ------------------------- | ------------------------- | ------------------------- | ------------------------- | ------------------------- | ------------------------- |
| 1                         | Brian Knudsen             | 4:2                       | 4:2                       | 70                        | 83                        | 0,843                     | 1,578                     | 9                         |
| 2                         | Arnaud Motton             | 4:2                       | 4:4                       | 105                       | 137                       | 0,766                     | 0,721                     | 6                         |
| 3                         | Marek Sotola              | 2:4                       | 4:4                       | 86                        | 156                       | 0,551                     | 0,882                     | 4                         |
| 4                         | Johnny Brouwers           | 2:4                       | 3:5                       | 91                        | 156                       | 0,583                     | 0,584                     | 5                         |

| Abschlusstabelle Gruppe B | Abschlusstabelle Gruppe B | Abschlusstabelle Gruppe B | Abschlusstabelle Gruppe B | Abschlusstabelle Gruppe B | Abschlusstabelle Gruppe B | Abschlusstabelle Gruppe B | Abschlusstabelle Gruppe B | Abschlusstabelle Gruppe B |
| Platz                     | Name                      | PP                        | SP                        | Pkte                      | Aufn.                     | GD                        | BED                       | HS                        |
| ------------------------- | ------------------------- | ------------------------- | ------------------------- | ------------------------- | ------------------------- | ------------------------- | ------------------------- | ------------------------- |
| 1                         | Dion Nelin                | 6:0                       | 6:0                       | 90                        | 88                        | 1,022                     | 1,200                     | 6                         |
| 2                         | Jean van Erp              | 4:2                       | 4:3                       | 99                        | 121                       | 0,818                     | 1,111                     | 5                         |
| 3                         | Ignacio Montes            | 2:4                       | 2:4                       | 51                        | 91                        | 0,560                     | 0,731                     | 4                         |
| 4                         | Louis Moura               | 0:6                       | 1:6                       | 57                        | 136                       | 0,419                     | -                         | 3                         |

| Abschlusstabelle Gruppe C | Abschlusstabelle Gruppe C | Abschlusstabelle Gruppe C | Abschlusstabelle Gruppe C | Abschlusstabelle Gruppe C | Abschlusstabelle Gruppe C | Abschlusstabelle Gruppe C | Abschlusstabelle Gruppe C | Abschlusstabelle Gruppe C |
| Platz                     | Name                      | PP                        | SP                        | Pkte                      | Aufn.                     | GD                        | BED                       | HS                        |
| ------------------------- | ------------------------- | ------------------------- | ------------------------- | ------------------------- | ------------------------- | ------------------------- | ------------------------- | ------------------------- |
| 1                         | Danny Jansen              | 6:0                       | 6:2                       | 115                       | 132                       | 0,871                     | 1,764                     | 6                         |
| 2                         | Thomas Larsen             | 4:2                       | 4:3                       | 78                        | 71                        | 1,098                     | 1,500                     | 6                         |
| 3                         | Lars Günther              | 2:4                       | 4:4                       | 90                        | 138                       | 0,652                     | 0,545                     | 6                         |
| 4                         | Peter Bányai              | 0:6                       | 1:6                       | 62                        | 138                       | 0,449                     | -                         | 3                         |

| Abschlusstabelle Gruppe D | Abschlusstabelle Gruppe D | Abschlusstabelle Gruppe D | Abschlusstabelle Gruppe D | Abschlusstabelle Gruppe D | Abschlusstabelle Gruppe D | Abschlusstabelle Gruppe D | Abschlusstabelle Gruppe D | Abschlusstabelle Gruppe D |
| Platz                     | Name                      | PP                        | SP                        | Pkte                      | Aufn.                     | GD                        | BED                       | HS                        |
| ------------------------- | ------------------------- | ------------------------- | ------------------------- | ------------------------- | ------------------------- | ------------------------- | ------------------------- | ------------------------- |
| 1                         | Uwe Kerls                 | 4:2                       | 5:3                       | 109                       | 142                       | 0,767                     | 1,111                     | 5                         |
| 2                         | Miguel Albert             | 4:2                       | 4:3                       | 97                        | 110                       | 0,881                     | 1,200                     | 5                         |
| 3                         | Jérôme Galerne            | 4:2                       | 4:4                       | 87                        | 142                       | 0,612                     | 0,666                     | 5                         |
| 4                         | Koen van Camp             | 0:6                       | 3:6                       | 96                        | 174                       | 0,420                     | -                         | 4                         |

## Finalrunde
|  | Viertelfinale Best of 3 | Viertelfinale Best of 3 |                 |                 | Halbfinale Best of 3 | Halbfinale Best of 3 |  |  | Finale Best of 3 | Finale Best of 3 |
|  |                         |                         |                 |                 |                      |                      |  |  |                  |                  |
|  |                         |                         |                 |                 |                      |                      |  |  |                  |                  |
|  | Dion Nelin              | 2:1/44/33/1,333         |                 |                 |                      |                      |  |  |                  |                  |
|  | Dion Nelin              | 2:1/44/33/1,333         |                 |                 |                      |                      |  |  |                  |                  |
|  | Thomas Larsen           | 1:2/39/32/1,218         |                 |                 |                      |                      |  |  |                  |                  |
|  | Thomas Larsen           | 1:2/39/32/1,218         | Dion Nelin      | 2:0/30/29/1,034 |                      |                      |  |  |                  |                  |
|  |                         |                         | Dion Nelin      | 2:0/30/29/1,034 |                      |                      |  |  |                  |                  |
|  |                         | Uwe Kerls               | 0:2/18/28/0,642 |                 |                      |                      |  |  |                  |                  |
|  | Uwe Kerls               | Uwe Kerls               | 0:2/18/28/0,642 | 2:1/38/27/1,407 |                      |                      |  |  |                  |                  |
|  | Uwe Kerls               |                         |                 | 2:1/38/27/1,407 |                      |                      |  |  |                  |                  |
|  | Arnaud Motton           | 1:2/25/26/0,961         |                 |                 |                      |                      |  |  |                  |                  |
|  |                         |                         | Dion Nelin      | 1:2/34/23/1,478 |                      |                      |  |  |                  |                  |
|  |                         |                         |                 | Brian Knudsen   | 2:1/30/24/1,250      |                      |  |  |                  |                  |
|  | Brian Knudsen           | 2:1/42/37/1,135         |                 |                 |                      |                      |  |  |                  |                  |
|  | Miguel Albert           | 1:2/32/37/0,864         |                 |                 |                      |                      |  |  |                  |                  |
|  | Miguel Albert           | 1:2/32/37/0,864         | Brian Knudsen   | 2:1/42/45/0,933 |                      |                      |  |  |                  |                  |
|  |                         |                         | Brian Knudsen   | 2:1/42/45/0,933 | Spiel um Platz 3     |                      |  |  |                  |                  |
|  |                         | Danny Jansen            | 1:2/32/45/0,711 |                 |                      |                      |  |  |                  |                  |
|  | Danny Jansen            | Danny Jansen            | 1:2/32/45/0,711 | 2:0/30/31/0,967 | Uwe Kerls            | 1:2/32/47/0,680      |  |  |                  |                  |
|  | Danny Jansen            |                         |                 | 2:0/30/31/0,967 | Uwe Kerls            | 1:2/32/47/0,680      |  |  |                  |                  |
|  | Jean van Erp            | 0:2/24/30/0,800         |                 | Danny Jansen    | 2:1/40/48/0,833      |                      |  |  |                  |                  |
|  | Jean van Erp            | 0:2/24/30/0,800         |                 |                 | 2:1/40/48/0,833      |                      |  |  |                  |                  |
|  |                         |                         |                 |                 |                      |                      |  |  |                  |                  |

## Abschlusstabelle
| MP    | Match Points (Sieger = 2; Unentschieden = 1; Verlierer = 0) |
| Pkte. | Erzielte Karambolagen                                       |
| Aufn. | Benötigte Versuche                                          |
| GD    | Generaldurchschnitt                                         |
| BED   | Bester Einzeldurchschnitt eines Spielers                    |
| HS    | Höchstserie                                                 |
|       | Bester GD des Turniers                                      |
|       | Bester ED des Turniers                                      |
|       | Beste HS des Turniers                                       |
|       | 1. Platz (Gold)                                             |
|       | 2. Platz (Silber)                                           |
|       | 3. Platz (Bronze)                                           |

| Endklassement              | Endklassement   | Endklassement | Endklassement | Endklassement | Endklassement | Endklassement | Endklassement | Endklassement |
| Platz                      | Name            | PP            | SP            | Pkte.         | Aufn.         | GD            | BED           | HS            |
| -------------------------- | --------------- | ------------- | ------------- | ------------- | ------------- | ------------- | ------------- | ------------- |
| 1                          | Brian Knudsen   | 10:2          | 10:5          | 184           | 189           | 0,973         | 1,578         | 9             |
| 2                          | Dion Nelin      | 10:2          | 11:3          | 198           | 173           | 1,144         | 1,333         | 8             |
| 3                          | Danny Jansen    | 10:2          | 11:5          | 217           | 256           | 0,847         | 1,764         | 6             |
| 4                          | Uwe Kerls       | 6:6           | 8:8           | 197           | 244           | 0,807         | 1,407         | 8             |
| 5                          | Miguel Albert   | 4:4           | 5:5           | 129           | 147           | 0,877         | 1,200         | 5             |
| 6                          | Thomas Larsen   | 4:4           | 5:5           | 117           | 103           | 1,135         | 1,500         | 5             |
| 7                          | Arnaud Motton   | 4:4           | 5:6           | 130           | 163           | 0,797         | 0,721         | 6             |
| 8                          | Jean van Erp    | 4:4           | 4:5           | 123           | 151           | 0,814         | 1,111         | 5             |
| 9                          | Jérôme Galerne  | 4:2           | 4:4           | 87            | 142           | 0,612         | 0,666         | 5             |
| 10                         | Lars Günther    | 2:4           | 4:4           | 90            | 138           | 0,652         | 0,545         | 6             |
| 11                         | Marek Sotola    | 2:4           | 4:4           | 86            | 156           | 0,551         | 0,882         | 4             |
| 12                         | Ignacio Montes  | 2:4           | 2:4           | 51            | 91            | 0,560         | 0,731         | 4             |
| 13                         | Johnny Brouwers | 2:4           | 3:5           | 91            | 156           | 0,583         | 0,584         | 5             |
| 14                         | Koen van Camp   | 0:6           | 3:6           | 96            | 174           | 0,420         | -             | 4             |
| 15                         | Peter Bányai    | 0:6           | 1:6           | 62            | 138           | 0,449         | -             | 3             |
| 16                         | Louis Moura     | 0:6           | 1:6           | 57            | 136           | 0,419         | -             | 3             |
| Turnierdurchschnitt: 0,748 |                 |               |               |               |               |               |               |               |